# 東山 (香港)
東山（英語：Tung Shan）是香港的一座山峰，海拔544米，屬於飛鵝山山系，實際地理位置為新界西貢區所屬。

## 位置
東山處於象山、飛鵝山以北，大老坳、基維爾營地、茂草岩村以南，沙田坳、慈雲山、吊草岩之東，在其之東、北、西三面被飛鵝山道、扎山道包圍，屬於馬鞍山郊野公園範圍。

## 設施及交通
東山之北邊衛奕信徑之飛鵝山道部份設有地圖、涼亭與郊遊設施，沿飛鵝山道向西行走可前往飛鵝山涼亭，該處為麥理浩徑第五段與衛奕信徑之交界匯合前往沙田坳道之共同路段；該處亦係沙田坳道、飛鵝山道、扎山道三條單程路之交匯處，只可沿扎山道落彩雲邨。